# Abu Musab al-Zarqawi
Abu Musab al-Zarqawi (arabă: أبو مصعب الزرقاوي, ’Abū Muṣ‘ab az-Zarqāwī) (n. 30 octombrie 1966 - d. 7 iunie 2006), născut Ahmad Fadeel al-Nazal al-Khalayleh (arabă: أحمد فضيل النزال الخلايلة, ’Aḥmad Faḍīl an-Nazāl al-Ḫalāyla), a fost un militant islamist iordanian care a condus o tabără paramilitară de antrenament în Afganistan. A devenit cunoscut pe plan mondial după ce a fost găsit responsabil pentru o serie de atentate și decapitări comise în Irak în timpul războiului.